# فاديك سفين أطاصوي
من مواليد مدينة أنقرة عام 1975. شاركت في مسرحية «التنكة» وهي لم تجاوز الرابعة من عمرها وحصلت على أفضل ممثلة بسبب نجاحها في المسرحية. عملت في عدة برامج تلفويونية للأطفال على قناة تي آر تي الحكومية. درست اللغة الإيطالية في جامعة بيلكانت ولكنها تراجعت ودخلت قسم المسرح.
تخرجت وحصلت على المركز الأولى من الجامعة. ثم أكملت دراستها العليا في نفس الجامعة وحصلت على درجة الماجستير. ألقت عدة محاضرات في «علم الكلام» و «علم الصوتيات». عملت في المسرح الدولي في عدة مدن تركية. كما درست المسرح وعملت عدة أبحاث في إنجلترا، فرنسا، روسيا، وبلغاريا. وبجانب التركية، تتحدث الإنجليزية، الإيطالية، الألمانية، الفرنسية، والبلغارية.

## المسار المهني
عملت مع كبار الفنانين الأتراك على مسارحهم. وفي عام 2008، أنشأت مع مسرح "أطاصوي" (مسرح والدها) مع بعض الفنانين الأتراك المتواجدين في نيويورك "جمعية الفن التركي الأمريكي". عملت في تعليم الشباب التركي المقيمين في أمريكا ولكي تحببهم المسرح الحديث التركي، شاركت معهم مسرحية "نيجار الدموية شاركت في عدة مسلسلات وأفلام سينمائية أهمها: فيلم "القسمة" 2004، "هو الآن محكوم" 2005، مسلسل "دقات القلب" 2007، فيلم"الملاك الأبيض" 2007، مسلسل "الفراق" 2007، و"خريف الحب" 2008، فيلم "آي لوف يو" 2010.كما حصلت الفنانة على عشر جوائز محلية ودولية.

## اعمالها

### ملسلسلات تلفزيونية
- إخوتي (في دور شينجول إيران).[4]

## وصلات خارجية
- فاديك سفين أطاصوي على موقع IMDb (الإنجليزية)
- فاديك سفين أطاصوي على موقع روتن توميتوز (الإنجليزية)
- فاديك سفين أطاصوي على موقع قاعدة بيانات الفيلم (الإنجليزية)